# Sombetini
Sombetini ist ein Verwaltungsbezirk (Ward) des Distrikts Arusha (CC) in der tansanischen Region Arusha.

## Geografie
Sombetini liegt im Norden von Tansania. Es ist ein Bezirk im Süden der Stadt Arusha, der vom Fluss Sombetini durchflossen wird. Bei der Volkszählung 2022 lebten hier 28.111 Menschen in 9032 Haushalten.

## Gliederung
Der Bezirk besteht aus vier Stadtteilen (Mtaa):
- Simanjiro
- Banda Mbili
- Kirika A
- Olamurraki

## Wirtschaft und Infrastruktur
- Bildung: Die Sombetini Secondary School ist eine weiterführende Schule, die Jugendliche bis zur 4. Stufe ausbildet.[6]
- Gesundheit: In Sombetini befindet sich eine staatliche Apotheke, die auch kleine chirurgische Eingriffe durchführt.[7]